# エクアドル空軍
エクアドル空軍（エクアドルくうぐん、スペイン語: Fuerza Aérea Ecuatoriana、略称FAE）はエクアドルの空軍組織。

## 歴史
独立した軍種としてのエクアドル空軍の創設は世界史的にも早いほうであり、1920年10月27日に設立される。その後、隣国ペルーとの間の紛争でたびたび出動する。冷戦後においては、1981年と1995年の紛争でペルー空軍と空中戦を行なった。

## 組織
空軍総司令官（Comandante General de la FAE）の下、以下の職位・組織がある。2007年時点で現役兵総員約4,000人。
- 空軍総司令部（Comandancia General de la FAE）
- 空軍官房（Secretaria General de la FAE）
- 空軍監査部（Inspectoria General de la FAE）
- 空軍参謀総長（Jefe del Estado Mayor General de la FAE）

- 兵站総局（Direccion General de Logistica）
- 人的資源総局（Direccion General de Recursos Humanos）
- 会計局（Direccion de Finanzas）
- 情報局（Direccion de Inteligencia）
- 情報通信システム局（Direccion de Sistemas Informacion y Comunicaion）
- 組織開発局（Direccion de Desarrollo Institucional）
- 保健局（Direccion Sanidad）
- 社会福祉局（Direccion Bienestar Social）

### 航空戦闘集団
- 航空戦闘集団（Comando Aereo de Combate）
  - 第21戦闘航空団（Ala de Combate No. 21）
    - 第2111戦闘飛行隊「ハグアル」（Esc. de combate No. 2111 "Jaguar"）　運用機、SEPECAT ジャギュア
    - 第2112戦闘飛行隊「ミラゲ」（Esc. de combate No. 2112 "Mirage"）　運用機、ミラージュF1JA/JE
    - 第2113戦闘飛行隊「クフィル（Esc. de combate No. 2113 "Kfir"）　運用機、クフィルCE/TC2(内訳はクフィルC.2×7機、改良型のクフィルCE.2×8機、複座練習機型のTC.2×3機)

  - 第22戦闘航空団（Ala de Combate No. 22）
    - 第2211戦闘飛行隊（Esc. de combate No. 2211）　運用機、SA 316、パイパー PA-34、セスナ 206
    - 第2212戦闘飛行隊（Esc. de combate No. 2212）　運用機、TH-57

  - 第23戦闘航空団（Ala de Combate No. 23）
    - 第2311戦闘飛行隊「ドラゴネス」（Esc. de combate No. 2311 "Dragones"）　運用機、A-37ドラゴンフライ
    - 第2313戦闘飛行隊「アルコネス」（Esc. de combate No. 2313 "Halcones"）　運用機、BAC 167 ストライクマスター

  - 第11輸送航空団（Ala de Transportes No.11）
    - 第1111輸送飛行隊「エラクレス」（Esc. de transporte No. 1111 "Hercules"）　運用機、C-130B/H
    - 第1112輸送飛行隊「アブロ」（Esc. de transporte No. 1112 "Avro"）運用機、ホーカーシドニー HS 748
    - 第1113輸送飛行隊「ツイン・オテル」（Esc. de transporte No. 1113 "Twin Otter"）　運用機、デ・ハビランド・カナダ DHC-6
    - 第1114輸送飛行隊「サブレリネル」（Esc. de transporte No. 1114 "Sabreliner"）　運用機、ノースアメリカン T-39 セイバーライナー
- 防衛作戦センター（Centro de Operaciones Sectoriales）
  - 第1防衛作戦センター
  - 第2防衛作戦センター
  - 第3防衛作戦センター
  - 空軍特殊作戦群（Grupo de operaciones especiales de la fuezar aérea）
  - 防空砲兵

### 教義教育集団
- 教義教育集団（Comando de Educacion y Doctrina）
  - 空軍大学校（Academia de Guerra Aérea）
  - 空軍上級学校（Escuela de Perfeccionamiento de la FAE）
  - 航空軍上級学校「コスメ・レネラ」（Escuela Superior Militar de Aviacion "Cosme Rennela"）　運用機、セスナ 150、T-34
  - 空軍歩兵学校（Escuela de Infantería Aérea）
  - 空軍技術学校（Escuela Técnica de la Fuerza Aérea）
  - 航空技術改良学校（Escuela de Perfeccionamiento de Aerotécnicos）
  - 上級航空技術研究所（Instituto Tecnológico Superior Aeronáutico）

### その他の部隊・機関
集団系統以外の部門
- 民間活動（Acción Cívica）
  - 調整目的航空団（Alas para la integración）
  - 保健目的航空団（Alas para la salud）
  - 教育目的航空団（Alas para la educación）
  - 福祉目的航空団（Alas para la alegría）
- 教育隊
  - 第1経験教育隊（Unidad educativa experimental FAE No.1）　在キト
  - 第2経験教育隊（Unidad educativa experimental FAE No.2）　在グアヤキル
  - 第3経験教育隊（Unidad educativa experimental FAE No.3）　在マンタ（Manta）
  - 第4経験教育隊（Unidad educativa experimental FAE No.4）　在タウラ（Taura）
  - 第5経験教育隊（Unidad educativa experimental FAE No.5）　在ラタクンガ（Latacunga）
- 航空社会教育援助基金（Fundación de Asistencia Educativa Social Aérea）

機関に属するもの
- 商業航空会社（Línea aérea comercial）
- 航空産業局（Dirección de la industria aeronáutica）
- 空港サービス供給事業（Empresa proveedora de servicios aereoportuarios）
- 搭乗サービス供給事業（Empresa proveedora de servicia a bordo）
- 低温ガス航空燃料供給事業（Empresa proveedora de aerocombustibles y gases criogénicos）

## 基地
- コトパクシ空軍基地（Base Aérea Cotopaxi）
- ガラパゴス空軍基地（Base Aérea Galápagos）
- ロゴ・アグリオ空軍基地（Base Aérea Lago Agrio）
- エスメラルダス空軍基地（Base Aérea Esmeraldas）
- サリナス空軍基地（Base Aérea Salinas）
- マンタ空軍基地

## 装備

### 航空機

#### 固定翼機
- ボーイング737 ×1
- C-130B/H ×3
- C-295 ×3
- DHC-6 ×3
- ガルフストリームII ×1
- キングエア350 ×1
- PA-34 ×1
- EMB-314 ×17
- G 120TP ×8

#### 回転翼機
- AW119 ×4
- H145 ×6

#### ミサイル
- パイソン3 AAM × 60発
- パイソン4 AAM × 50発
- R-550 AAM
- R-550 AAM

#### 陸上兵器
- チャパラルSAM × 7基
- SA-8 ゲッコーSAM
- SA-16 ギムレットSAM
- SA-18 グロスSAM
- ブローパイプPSAM
- ZU-23-2 × 34門
- GDF-002 35mm 機関砲 × 30門
- 37mm 機関砲 × 18門
- M-35 20mm 自走機関砲 × 28輌

## 階級
| 士官           |                    |      |
| 空軍大将       | General del Aire   | OF-9 |
| 空軍中将       | Teniente General   | OF-8 |
| 空軍少将       | Brigadier General  | OF-7 |
| 空軍大佐       | Coronel            | OF-5 |
| 空軍中佐       | Teniente Coronel   | OF-4 |
| 空軍少佐       | Mayor              | OF-3 |
| 空軍大尉       | Capitan            | OF-2 |
| 空軍中尉       | Teniente           | OF-1 |
| 空軍少尉       | Subteniente        | OF-1 |
| 士官候補生     | Cadete             | OF-D |
| 下士官         |                    |      |
| 最先任上級曹長 | Suboficial mayor   | OR-9 |
| 上級曹長       | Suboficial primero | OR-9 |
| 曹長           | Suboficial segundo | OR-8 |
| 軍曹           | Sargento Primero   | OR-7 |
| 伍長           | Sargento segundo   | OR-5 |
| 兵卒           |                    |      |
| 航空兵長       | Cabo primero       | OR-4 |
| 1等航空兵      | Cabo segundo       | OR-3 |
| 2等航空兵      | Soldado            | OR-1 |